# Fire (Meduza, OneRepublic e Leony)
Fire è un singolo del gruppo musicale italiano Meduza, del gruppo musicale statunitense OneRepublic e della cantante tedesca Leony, pubblicato il 10 maggio 2024 come terzo estratto dal secondo album in studio di Leony Oldschool Love.
È stato scelto come inno ufficiale degli Europei di calcio 2024.

## Video musicale
Il video musicale, diretto da Kevin Ferstl, è stato reso disponibile il 24 maggio 2024 attraverso il canale YouTube dei Meduza.

## Tracce
Testi e musiche di Luca de Gregorio, Mattia Vitale, Simone Giani, Leonie Burger, Brent Kutzle, Josh Varnadore, Ryan Tedder, Tyler Spry e Vitali Zestovskih.
Download digitale, streaming – 1ª versione
1. Fire – 2:48

Download digitale, streaming – 2ª versione
1. Meduza e Bruce Liu – Fire (Orchestral Version) – 2:21

Download digitale, streaming – 3ª versione
1. Meduza e Turno – Fire (Turno Remix) – 2:19

## Formazione
- Leony – voce
- Ryan Tedder – voce
- Meduza – percussioni, tastiere, programmazione della batteria, sintetizzatore, produzione, mastering, missaggio

## Classifiche

### Classifiche settimanali
| Classifica (2024-25) | Posizione massima |
| -------------------- | ----------------- |
| Austria              | 49                |
| Belgio (Fiandre)     | 45                |
| Bielorussia          | 49                |
| Estonia              | 15                |
| Germania             | 29                |
| Paesi Bassi          | 68                |
| Svizzera             | 68                |

### Classifiche di fine anno
| Classifica (2024) | Posizione |
| ----------------- | --------- |
| Estonia           | 64        |